# Font de la plaça del Carme (Valls)
La Font de la plaça del Carme és una font del municipi de Valls (Alt Camp) inclosa en l'Inventari del Patrimoni Arquitectònic de Catalunya.

## Descripció
Font de planta quadrada amb quatres piques, una a cada cantó. En el centre de la font s'aixeca un obelisc de tronc piramidal amb motllures rectes i coronat per una esfera. Els brolladors surten de la boca de quatre figures de peixos, que compositivament s'integren en l'estructura vertical de la font. A les cares de l'obelisc hi ha, en la seva part central, un escut i una inscripció amb la data de 1816. El material emprat és la pedra.

## Història
Fou construïda al Pati l'any 1816 com a commemoració de la portada de l'aigua al poble.
El 28 de febrer de 1842 la font fou traslladada a la placeta de Can Tafarra. El 1873 va experimentar un nou trasllat, a un extrem de la plaça del Carme, i posteriorment ocupà l'emplaçament actual al centre de la plaça, davant l'església del Carme. La pica de la font va ser canviada